# Лиминка
Лиминка (фин. Liminka, швед. Limingo) — община в Финляндии, в провинции Северная Остроботния. Расположена примерно в 25 км к югу от города Оулу. Население составляет 9 032 человека (на 2011 год); площадь — 651,64 км². Плотность населения — 14,18 чел/км². Официальный язык — финский.
Община была основана в 1477 году.

## Демография
На 31 января 2011 года в общине Лиминка проживают 9032 человека: 4633 мужчины и 4399 женщин.
Финский язык является родным для 99,41 % жителей, шведский — для 0,14 %. Прочие языки являются родными для 0,42 % жителей общины.
Возрастной состав населения:
- до 14 лет — 35,01 %
- от 15 до 64 лет — 57,11 %
- от 65 лет — 7,94 %

Изменение численности населения по годам:
| Год  | Численность |
| ---- | ----------- |
| 1980 | 4068        |
| 1990 | 4822        |
| 2000 | 5735        |
| 2010 | 9037        |
| 2011 | 9032        |

## Известные уроженцы и жители
- Вихманн, Юрьё Йоосеппи (1868—1932) — финский учёный-этнограф.
- Меллин, Ялмар (1854—1933) — финский математик.
- Оянперя, Абрахам (1856—1916) — финский оперный певец.
- Сунила, Юхо (1875—1936) — финский политик, премьер-министр Финляндии.